# Tate (distrito)
Tate é um distrito do Peru, departamento de Ica, localizada na província de Ica.

## Transporte
O distrito de Tate é servido pela seguinte rodovia:
- PE-1S, que liga o distrito de Lima (Província de Lima à cidade de Tacna (Região de Tacna - Posto La Concordia (Fronteira Chile-Peru) - e a rodovia chilena Ruta CH-5 (Rodovia Pan-Americana) [1][2][3]